# Dariusz Ziółkowski
Dariusz Ziółkowski (ur. 11 sierpnia 1924 we Włocławku, zm. 5 października 2022) – polski inżynier, chemik, prof. dr hab., żołnierz Armii Krajowej.

## Życiorys
W 1952 ukończył studia inżynierii chemicznej w Politechnice Warszawskiej, w 1987 uzyskał tytuł profesora nauk chemicznych. Pracował w Instytucie Chemii Fizycznej Polskiej Akademii Nauk.